# AMC (multiplex)
AMC Theatres (American Multi-Cinema) – sieć kin wielosalowych (tzw. multipleksów) w północnej części USA.
Oficjalnie znane jako AMC Entertainment Inc. jest drugim pod względem wielkości multipleksem w USA i jednym z pięciu, które nie zbankrutowało w latach recesji 2001-2002.
Założona w 1920 przez braci Dubinsky (Maurice'a, Edwarda i Barneya), którzy wraz z aktorką teatralną Jeanne Eagels wystawiali przedstawienia, jeżdżąc od miasta do miasta w północnej części Stanów Zjednoczonych. Później nabyli Regent Theatre którego nazwę zmienili na Durwood Theatres.